# 2015 TH367
2015 TH367 est un objet transneptunien ayant un diamètre estimé à environ 200 km. Sa découverte a été annoncée en mars 2018 comme étant l'un des objets transneptuniens avec la plus faible magnitude apparente jamais découvert.

## Historique
Un objet, nommé provisoirement V774104, s'est révélé n'être que ce même objet observé par d'autres astronomes.